# Вихід є!
Вихід є! — четвертий студійний альбом українського панк-гурту «Фліт», випущений у 2013 році. Записаний з 2011 року новим складом. Були відзняті відео до пісень «Ангели посеред нас» та «Вихід є!».

## Опис
Четвертий альбом значно відрізняється від всіх попередніх робіт групи. Окрім кардинальних змін у складі змінюється і підхід до роботи над матеріалом альбому. На відміну від попередніх альбомів, які створювалися практично самими музикантами та кількома їхніми друзями, над четвертим студійником Фліта працює близько двох десятків людей. Музиканти групи головним чином писали музику. Основну частину текстів для альбому «Вихід є!», зокрема і пісні, яка дала назву самому альбому, написав Володимир Гарматюк. Для автора текстів експеримент полягав ще й у тому, що основну ідею пісні в «тілі» тексту авторові доводилося «одягати» в готове музичне «вбрання». Що доволі складно для людини, яка не перебуває безпосередньо у музичному контексті творення.
Важливу роль у творенні коцептуальної канви нового релізу та нового звучання групи зіграли Олена Кулик (вона ж є продюсером цього альбому та автором слів пісні «Я не хочу йти» і співавтором пісні «А ви казали»), а в той складний для музикантів період ще й була свого роду духовним наставником команди, а також менеджер гурту Валерій Крет, які весь час підтримували виконавців і не давали їм розслаблятися.
Ще один цікавий штрих четвертого судійника Фліта «Вихід є!» — партія віолончелі в пісні «А ви казали», яку виконала Надія Сопків з Івано-Франківського ансамблю Quattro Corde. Ідея використати цей інструмент під час запису рокової композиції виникла у Романа Калина, саундпродюсера перших двох і четвертого альбомів групи, та Ірини Батюк, яка брала участь в усіх сесіях запису голосу, контролювала процес, як професійний викладач вокалу вносила корективи в мелодійні ходи та разом з Романом адаптувала тексти пісень до музичного виконання.

## Список композицій
1. Вихід є! (кліп знімався, зокрема, на мості через Дністер поблизу Нижнева[3])
2. Країна не моя
3. Pertebe (Сонечко)
4. Живу не так
5. Ангели посеред нас
6. З головою
7. Вже давно не важливо
8. А ви казали
9. Блукаю
10. Колись
11. Може інші
12. Я не хочу йти
13. Шукай свою дорогу

Автори слів — Володимир Гарматюк, Андрій Марків, Олена Кулик, Андрій Гриньків, Юрій Попов.

Адаптація текстів — Роман Калин, Ірина Батюк, Олена Кулик.

Музика — гурт «Фліт».

## Учасники запису
У запису брали участь учасники гурту «Фліт», колишні учасники гурту, а також запрошені музиканти.
- Вокал: Андрій Марків
- Гітара: Андрій Марків, Юлій Гонський, Станіслав Боднарук.
- Бас-гітара: Анатолій Блєдних, Іван Сенюк, Михайло Копієвський.
- Ударні: Володимир Корчак.
- Фортепіано, семпли: Олег Пономарьов
- Віолончель: Надія Сопків
- Бек-вокали: Андрій Марків, Роман Калин, Ірина Батюк.